# Sergei Pantilimonowitsch Babinow
Sergei Pantilimonowitsch Babinow (russisch Сергей Пантилимонович Бабинов; * 7. November 1955 in Tscheljabinsk, Russische SFSR) ist ein ehemaliger sowjetisch-russischer Eishockeyspieler.

## Karriere
Während seiner Karriere spielte der Verteidiger beim HK Traktor Tscheljabinsk, HK ZSKA Moskau und Krylja Sowetow Moskau. Insgesamt erzielte er 29 Tore in 452 Spielen in der Wysschaja Liga. Schon früh wurde er in das Team der sowjetischen Eishockeynationalmannschaft berufen. Am 13. November 1975 stand er in einem Spiel gegen die Tschechoslowakei zum ersten Mal für die Sbornaja auf dem Eis. Seine internationale Karriere wurde mit der Goldmedaille bei den Olympischen Winterspielen 1976 gekrönt. Für die Nationalmannschaft erzielte er 18 Tore in 162 Länderspielen. Bei den Eishockey-Weltmeisterschaften wurde er vier Mal mit seiner Mannschaft Weltmeister (1979, 1981, 1982 und 1983). 1979 wurde er in die „Russische Hockey Hall of Fame“ aufgenommen. Am 29. Januar 1984 bestritt er sein letztes Länderspiel.